# 安迪·哈里斯
安德鲁·彼得·哈里斯（英語：Andrew Peter Harris，1957年1月25日—），是美国医生和共和党政治人物，自2011年起担任马里兰州第一国会选区联邦众议员，该选区囊括了整个马里兰州的东海岸以及巴爾的摩东部的部分郊区，目前哈里斯为整个马里兰州国会代表团成员里唯一的共和党人。在他担任联邦众议员之前，哈里斯曾在马里兰州参议院任职。

## 早年生活、教育以及职业生涯
安迪·哈里斯的父亲佐尔坦·哈里斯是麻醉师，他于1911年出生于匈牙利米什科尔茨，后于1950年来到美国。哈里斯的母亲艾琳·科切祖克则出生于波兰。哈里斯本人出生于美国纽约并在皇后区长大，高中时就读于曼哈顿的里吉斯高中。
哈里斯于1977年在约翰斯·霍普金斯大学获得了理学士学位，后于1980年在同一所学校获得了醫學士学位。到了1995年，约翰斯·霍普金斯大学布隆博格公共卫生学院又授予了哈里斯健康科学硕士学位。
在美军执行沙漠风暴行动期间，哈里斯曾于美国海军医疗队以及美国海军预备役担任中尉指挥官。他还曾在约翰斯·霍普金斯医院担任麻醉师、麻醉科和重症监护科副教授以及产科麻醉主任医师。在1989年至1992年间，安迪·哈里斯还曾担任约翰斯·霍普金斯海军后备医疗队的指挥官。

## 马里兰州议员
1998年，哈里斯于马里兰州参议院第九选区首次当选了州参议员，该选区囊括了巴尔的摩县的部分地区。在共和党初选中，哈里斯击败了时任议员兼州参议院少数党领袖F·弗农·布泽尔获得了共和党提名。造成布泽尔败选的主要原因是他在一年前试图阻止一项禁止晚期堕胎的法案，因此该法案的提名者拉里·E·海恩斯在共和党初选中支持哈里斯。而在随后的决选中，哈里斯击败了民主党候选人安东尼·O·布莱兹顺利胜选。
哈里斯所属的选区后来被划分到了第七选区，而原本属于第七选区的诺曼·斯通则被划分到了第六选区。而在2006年决选中，哈里斯击败了民主党候选人黛安·德卡洛，并于2003年至2006年间担任州参议院的少数党党鞭。而在2006年，哈里斯击败了民主党候选人帕特丽夏·A·福斯特实现了再度连任。随后他于2010年宣布不再参选连任，由J·B·詹宁斯接任其职。

## 联邦众议员

### 2008年选举
哈里斯于2008年首次参选马里兰州第一国会选区联邦众议员，并在初选中击败了时任共和党籍议员韦恩·吉尔克雷斯特以及同样参选此职位的州参议员小爱德华·约瑟夫·皮普金获得了共和党提名。吉尔克雷斯特为温和派共和党人，而哈里斯在政治光谱上更为右倾。哈里斯曾表示他对吉尔克雷斯特支持民主党发起的的撤军法案感到不安，并认为很多选民亦感同身受。哈里斯获得了成长俱乐部的背书，并为其筹集了将近25万美元的竞选资金。除此之外，马里兰州前州长鲍勃·埃利希、马里兰州参议院中的7位共和党议员（总共10位）以及马里兰州众议院少数党领袖托尼·奥唐奈皆对哈里斯表示了支持。吉尔克雷斯特对成长俱乐部以及哈里斯进行了批判，并在决选中站队民主党候选人弗兰克·克兰托维尔。
这一选区原本是共和党的铁票仓，自1947年起只有14年的时间不被共和党人占据。但是由于吉尔克雷斯特支持克兰托维尔，因此他的得票率得到了显著的提升。在选举当天，哈里斯的得票数落后克兰托维尔将近915票，而在完成了两轮缺席票的清点后，克兰托维尔对哈里斯的优势扩大到将近2000票。许多媒体认为哈里斯已经没有追赶的机会，故于11月7日晚间宣布克兰托维尔胜选，而哈里斯本人亦于11月11日认输。

### 2010年选举
在2010年的共和党初选中，哈里斯卷土重来击败了保守派商人罗伯·费舍尔，随后在接下来的决选中再度与弗兰克·克兰托维尔对决。自由意志党人理查德·詹姆斯·戴维斯也参加了此次选举。在11月2日举行的决选中，安迪·哈里斯以14%的得票率之差击败了克兰托维尔赢得席位。

### 2012年选举
《国家周刊》的库克政治报告支出，哈里斯是2012年选区重划中10位最脆弱的共和党候选人之一，并示意控制该州选区重划工作的马里兰州民主党将哈里斯的居住地科基斯维尔划出第一选区。不过遭到拆分的却是该州另一位共和党联邦众议员罗斯科·巴特利特所在的第六国会选区。倾向于共和党的部分地区被划入了第一选区，使得哈里斯的优势更为显著。
在这次选举中哈里斯以67%的得票率赢得了第二个任期。哈里斯的对手温迪·罗森于2006年和2008年的选举中分别在马里兰州和佛罗里达州两地都参与了投票，在这一事件被披露后罗森畏罪退选。马里兰州允许在该州拥有财产的人参与地方选举，即使此人不住在该州。但是罗森在佛罗里达州同样进行了选民注册，这就违背了马里兰州的法律。罗森退选后，在民主党初选中以微弱优势输给罗森的约翰·拉斐拉收到了很多海选票。

### 2014年选举
在2014年选举中，安迪·哈里斯以超过70%的得票率击败了民主党提名人比尔·提格曼获得了胜利。

### 2016年选举
在2016年共和党初选中，哈里斯以78.4%的得票率位列第一。马里兰州众议院前议员迈克尔·斯米吉尔则以10.8%的得票率屈居第二，他参选的原因是因为他反对哈里斯阻止华盛顿哥伦比亚特区大麻合法化。
在2016年选举中，哈里斯以得票率67.8%（229,135 票）对28%（94,776 票）的优势击败了哈福德县律师以及常年候选人乔·沃纳得以再度连任。在此次选举中，自由意志党人马特·比尔斯获得了14,207张选票，得票率为4.2%。2016年2月，哈里斯成为了第一位支持本·卡森参选总统的国会议员。不过本·卡森在2016年3月1日的超级星期二中表现不佳，遂于两周后退出了选举。

### 2018年选举
2018年哈里斯再度参与了选举，马里兰州民主党以他未能如实申报配偶收入以及财产来源为由指责他违反道德规范。哈里斯团队承认了错误，并重新填写了申报表。在此次选举中，哈里斯以60%的得票率击败了对手杰西·柯文得以再度连任。

### 2020年选举
在此次选举中，哈里斯以超过63%的得票率击败了对手米亚·梅森。

### 2022年选举
在2022年选举中，由于选区的重划使得哈里斯的优势遭到了削弱，不过他依然以54.4%的得票率取得了胜利。

## 政治立场

### 平价医疗法案
安迪·哈里斯反对《平价医疗法案》，并曾投票支持废除该法案。

### 债务上限
2013年10月16日，哈里斯投票反对结束政府停摆和提高债务上限的动议。

### 2020年总统选举
在乔·拜登赢得总统选举后，哈里斯为特朗普试图推翻总统选举结果的行为进行辩护。他认为在摇摆州存在“未被观察到的秘密投票”。
哈里斯是126位提起德克萨斯州诉宾夕法尼亚州案的共和党议员之一，对2020年美国总统大选结果进行了质疑。不过最高法院并未受理此案，因为根据美国宪法第三条的规定德克萨斯州无权质疑其他州的总统选举结果。

### 美国国会大厦遭冲击事件
在2021年美国国会大厦遭冲击事件后接受WBAL-TV采访时哈里斯认为这不是一起暴力抗议事件，他还表示理解参与者所受到的挫败感，并反复提起“选举舞弊”一事。他在1月6日事发当天与多位国会议员发生了争执，并在第二天接受采访时说左翼才是这起事件的幕后黑手。
2021年6月，哈里斯和其他21位共和党议员一道拒绝给涉及此事的国会警察颁发金质奖章。

### 大麻合法化
2014年，哈里斯是华盛顿哥伦比亚特区大麻除罪化的主要批评者，并号召国会阻止除罪化法律生效。作为报复哥伦比亚特区市长文森特·格雷呼吁抵制整个马里兰州第一国会选区，甚至还呼吁哥伦比亚特区的企业拒绝给该地区提供服务。华盛顿特区的官员和大麻活动家指责哈里斯的行为属于“无端干涉”。
在2014年的一项投票中，大约68%的华盛顿特区居民支持娱乐用大麻合法化。尽管如此，哈里斯表示要动用一切国会资源阻止这一合法化行动。2014年12月9日，国会领导人宣布就一项支出法案达成协议，其中包含禁止哥伦比亚特区公投生效的措辞。哈里斯表示宪法赋予了国会对哥伦比亚特区的最终监督权，他还表示大麻就是一种入门毒品。
2022 年，哈里斯在1.5萬億美元支出法案中增加了一项条款，禁止哥伦比亚特区对大麻合法化，从而凌驾于特区选民意愿之上。民主党人普遍反对此项条款，不过共和党人表示支持。

### LGBTQ权益
哈里斯在2015年时曾发起过一项修改宪法以禁止同性婚姻的决议，他还曾发起决议反对最高法院在奥贝格费尔诉霍奇斯案中的裁决，并认为允许同性婚姻是违宪的。

### 罗伊·摩尔
在2017年为填补杰夫·塞申斯留下的空位而举行的特别选举初选中，哈里斯支持罗伊·摩尔击败现任参议员路德·斯特兰奇。不过在罗伊·摩尔相关的性骚扰指控被传出后，哈里斯认为如果此事属实，罗伊·摩尔理当退选。

### COVID-19大流行
哈里斯反对COVID-19大流行期间的居家限制令。2020年5月2日，哈里斯向索尔兹伯里的抗议者发表讲话，以向马里兰州州长拉里·霍甘施压，要求其解除限制。他还表示自己作为医生，知道解除限制令是安全的。同时他还反对大流行期间的室内用餐禁令。

### 第二次弹劾特朗普
哈里斯是仅有的四位在第二次唐纳德·特朗普弹劾案中没有投票的众议员之一。他认为这种弹劾案纯属制造分裂且浪费时间，他宁愿把时间花费在手术室照顾病人上。

### 外交政策
2021年缅甸军事政变发生后，哈里斯是十四位投票拒绝谴责缅甸军方的共和党议员之一。

## 选举历史
| 1998年 | 第九选区马里兰州参议员 | 决选 |  | 安迪·哈里斯       | 共和黨 | 24,814  | 61%   |  | 安东尼·O·布莱兹   | 民主党 | 15,780  | 39%   |  |                        |            |        |       |  |        |  |        |       |
| 2002年 | 第七选区马里兰州参议员 | 决选 |  | 安迪·哈里斯       | 共和黨 | 23,374  | 57.8% |  | 黛安·德卡洛       | 民主党 | 16,991  | 42.1% |  | 海选票                 |            | 44     | 0.1%  |  |        |  |        |       |
| 2006年 | 第七选区马里兰州参议员 | 决选 |  | 安迪·哈里斯       | 共和黨 | 23,453  | 56.6% |  | 帕特丽夏·A·福斯特 | 民主党 | 17,972  | 43.3% |  | 海选票                 |            | 35     | 0.1%  |  |        |  |        |       |
| 2008年 | MD-1美国众议员         | 初选 |  | 安迪·哈里斯       | 共和黨 | 33,627  | 43.4% |  | 韦恩·吉尔克雷斯特 | 共和黨 | 25,624  | 33.1% |  | 小爱德华·约瑟夫·皮普金 | 共和黨     | 15,700 | 20.3% |  |        |  |        |       |
| 2008年 | MD-1美国众议员         | 决选 |  | 弗兰克·克兰托维尔 | 民主党 | 177,065 | 49.1% |  | 安迪·哈里斯       | 共和黨 | 174,213 | 48.3% |  | 理查德·詹姆斯·戴维斯   | 自由意志黨 | 8,873  | 2.5%  |  | 海选票 |  | 35     | 0.1%  |
| 2010年 | MD-1美国众议员         | 决选 |  | 安迪·哈里斯       | 共和黨 | 155,118 | 54.1% |  | 弗兰克·克雷托维尔 | 民主党 | 120,400 | 42.0% |  | 理查德·詹姆斯·戴维斯   | 自由意志黨 | 10,876 | 3.8%  |  | 海选票 |  | 418    | 0.15% |
| 2012年 | MD-1美国众议员         | 决选 |  | 安迪·哈里斯       | 共和黨 | 212,204 | 63.4% |  | 温迪·罗森         | 民主党 | 92,812  | 27.5% |  | 缪尔·韦恩·博达         | 自由意志黨 | 12,857 | 3.8%  |  | 海选票 |  | 17,887 | 5.3%  |
| 2014年 | MD-1美国众议员         | 决选 |  | 安迪·哈里斯       | 共和黨 | 176,342 | 70.4% |  | 比尔·提格曼       | 民主党 | 73,843  | 29.5% |  | 海选票                 |            | 233    | 0.1%  |  |        |  |        |       |
| 2016年 | MD-1美国众议员         | 决选 |  | 安迪·哈里斯       | 共和黨 | 242,574 | 67.0% |  | 乔·维尔纳         | 民主党 | 103,622 | 28.6% |  | 马特·比尔斯            | 自由意志黨 | 15,370 | 4.2%  |  | 海选票 |  | 531    | 0.1%  |
| 2018年 | MD-1美国众议员         | 决选 |  | 安迪·哈里斯       | 共和黨 | 183,662 | 60.0% |  | 杰西·柯文         | 民主党 | 116,631 | 38.1% |  | 珍妮卡·马丁            | 自由意志黨 | 5,744  | 1.9%  |  | 海选票 |  | 149    | 0.0%  |
| 2020年 | MD-1美国众议员         | 决选 |  | 安迪·哈里斯       | 共和黨 | 250,901 | 63.4% |  | 米亚·梅森         | 民主党 | 143,877 | 36.4% |  | 海选票                 |            | 746    | 0.2%  |  |        |  |        |       |
| 2022年 | MD-1美国众议员         | 决选 |  | 安迪·哈里斯       | 共和黨 | 159,673 | 54.4% |  | 希瑟·米泽尔       | 民主党 | 126,511 | 43.1% |  | 丹尼尔·蒂博特          | 自由意志黨 | 6,924  | 2.4%  |  | 海选票 |  | 250    | 0.1%  |

## 个人生活
安迪·哈里斯与西尔维娅·“库奇”·哈里斯的婚姻超过了30年并与之育有五名子女，但库奇于2014年8月28日因心脏病突发不幸逝世。哈里斯后来于2017年7月与巴尔的摩县政治和营销顾问妮可·贝乌斯再婚，目前她担任马里兰州共和党主席一职。
哈里斯居住在科基斯维尔，他自称“公民立法者”，在担任州参议员期间一直行医不辍。

### 2021年持枪事件
哈里斯在2021年1月21日试图持枪进入国会大厦时触发了金属探测器，由于这一行为违反了国会袭击事件后的安全新规，因此被保安拒之门外，直到他十分钟后不带枪返回才被允许进入。目前国会警察已对此事展开调查。

### 伊维菌素处方
哈里斯在2021年10月的一个广播节目中给选民开具了伊维菌素作为处方，以应对COVID-19。目前伊维菌素可用于治疗家畜的寄生虫病和人类的河盲症，但FDA并未批准将其用于COVID-19治疗。在2021年众议院自由核心小组讨论疫苗授权问题时，哈里斯表示有人向医师委员会投诉他开具伊维菌素一事。